# Campeonato Brasileiro Série A 1997
Il Campeonato Brasileiro Série A 1997 (in italiano Campionato Brasiliano Serie A 1997) è stato la 27ª edizione del massimo campionato brasiliano di calcio.

## Formula
Primo turno: ognuna delle 26 squadre affronta una volta tutte le altre. Si qualificano al secondo turno le prime 8 classificate mentre retrocedono in Série B le ultime 4.
Secondo turno: 8 squadre divise in 2 gruppi di 4 club ciascuno. Ciascuna squadra affronta in partite di andata e ritorno tutte le componenti del proprio girone. Si qualificano alla finale i vincitori dei due gironi.
Finale: gara in partita di andata e ritorno. In caso di parità è considerata vincitrice la squadra che ha ottenuto il miglior risultato nei turni precedenti, che gioca in casa la partita di ritorno.

## Squadre partecipanti
| Squadra          | Città             | Stato               | Stagione 1996                  |
| ---------------- | ----------------- | ------------------- | ------------------------------ |
| América-RN       | Natal             | Rio Grande do Norte | 2° in Série B                  |
| Atlético Mineiro | Belo Horizonte    | Minas Gerais        | Semifinalista della Série A    |
| Athl. Paranaense | Curitiba          | Paraná              | Quarti di finale della Série A |
| Bahia            | Salvador          | Bahia               | 22° in Série A                 |
| Botafogo         | Rio de Janeiro    | Rio de Janeiro      | 17° in Série A                 |
| Bragantino       | Bragança Paulista | San Paolo           | 24° in Série A                 |
| Corinthians      | San Paolo         | San Paolo           | 12° in Série A                 |
| Coritiba         | Curitiba          | Paraná              | 14° in Série A                 |
| Criciúma         | Criciúma          | Santa Catarina      | 21° in Série A                 |
| Cruzeiro         | Belo Horizonte    | Minas Gerais        | Quarti di finale della Série A |
| Flamengo         | Rio de Janeiro    | Rio de Janeiro      | 13° in Série A                 |
| Fluminense       | Rio de Janeiro    | Rio de Janeiro      | 23° in Série A                 |
| Goiás            | Goiânia           | Goiás               | Semifinalista della Série A    |
| Grêmio           | Porto Alegre      | Rio Grande do Sul   | Vincitore della Série A        |
| Guarani          | Campinas          | San Paolo           | Quarti di finale della Série A |
| Internacional    | Porto Alegre      | Rio Grande do Sul   | 9° in Série A                  |
| Juventude        | Caxias do Sul     | Rio Grande do Sul   | 19° in Série A                 |
| Palmeiras        | San Paolo         | San Paolo           | Quarti di finale della Série A |
| Paraná           | Curitiba          | Paraná              | 16° in Série A                 |
| Portuguesa       | San Paolo         | San Paolo           | Finalista della Série A        |
| San Paolo        | San Paolo         | San Paolo           | 11° in Série A                 |
| Santos           | Santos            | San Paolo           | 20° in Série A                 |
| Sport Recife     | Recife            | Pernambuco          | 10° in Série A                 |
| União São João   | Araras            | San Paolo           | 1° in Série B                  |
| Vasco da Gama    | Rio de Janeiro    | Rio de Janeiro      | 18° in Série A                 |
| Vitória          | Salvador          | Bahia               | 15° in Série A                 |

## Primo turno

### Risultati
| Casa/Trasferta | AM-RN | AT-MG | AT-PR | BAH | BOT | BRA | CRN | CRT | CRI | CRU | FLA | FLU | GOI | GRÊ | GUA | INT | JUV | PAL | PAR | POR | SPA | SAN | SPO | USJ | VAS | VIT |
| -------------- | ----- | ----- | ----- | --- | --- | --- | --- | --- | --- | --- | --- | --- | --- | --- | --- | --- | --- | --- | --- | --- | --- | --- | --- | --- | --- | --- |
| América-RN     |       |       | 2-0   | 1-1 | 0-0 | 3-2 | 1-1 |     | 1-1 | 2-1 |     |     | 1-0 | 3-3 |     |     |     |     |     |     | 1-3 |     |     | 3-1 | 0-0 |     |
| Atlético-MG    | 3-2   |       |       |     |     | 2-1 |     | 3-1 |     | 2-1 | 2-4 | 1-0 |     | 2-1 |     |     | 2-1 | 0-1 |     | 1-1 |     | 2-1 | 1-1 | 5-1 |     | 3-2 |
| Atlético-PR    |       | 4-2   |       | 4-3 |     |     |     |     |     |     | 0-0 | 0-0 | 2-1 |     |     | 2-1 | 3-1 |     | 2-4 | 2-0 | 1-1 | 1-1 |     | 2-0 |     |     |
| Bahia          |       | 0-2   |       |     |     |     | 1-2 | 1-1 |     |     | 1-0 | 3-3 | 3-1 |     | 1-1 | 1-4 | 0-0 |     | 2-1 |     | 3-1 |     |     | 4-2 |     | 3-3 |
| Botafogo       |       | 2-0   | 3-1   | 1-3 |     |     | 1-0 |     |     |     |     | 2-1 |     |     | 1-1 | 0-2 | 0-2 |     | 0-0 | 3-3 |     |     | 1-0 | 1-1 |     |     |
| Bragantino     |       |       | 3-2   | 3-1 | 1-3 |     |     |     | 1-0 | 0-0 |     | 3-1 | 0-1 | 1-1 |     |     |     | 2-1 |     | 1-1 |     | 2-1 |     | 1-0 |     |     |
| Corinthians    |       | 0-0   | 1-2   |     |     | 2-0 |     |     |     |     | 1-0 |     |     |     |     | 1-3 | 1-0 | 2-2 | 0-1 |     | 0-1 |     | 0-1 | 1-0 | 2-1 | 3-1 |
| Coritiba       | 2-0   |       | 0-2   |     | 3-3 | 4-2 | 2-0 |     | 3-2 | 0-0 |     |     |     | 3-3 | 3-1 |     |     | 1-1 |     |     |     |     | 2-0 |     | 1-3 | 1-1 |
| Criciúma       |       | 1-1   | 1-1   | 2-0 | 1-0 |     | 1-1 |     |     |     |     |     |     |     | 1-3 | 0-1 | 1-1 |     | 1-0 |     | 2-1 |     | 2-0 | 0-0 | 3-4 |     |
| Cruzeiro       |       |       | 0-0   | 3-1 | 2-3 |     | 1-0 |     | 4-3 |     |     |     | 4-0 |     | 3-1 | 0-0 |     |     | 4-0 |     | 0-5 |     |     | 0-1 | 0-0 |     |
| Flamengo       | 4-2   |       |       |     | 0-0 | 0-0 |     | 1-0 | 2-0 | 2-0 |     |     |     | 3-2 |     |     |     | 0-0 |     |     | 1-0 | 2-3 |     | 0-0 | 0-1 | 1-0 |
| Fluminense     | 2-4   |       |       |     |     |     | 1-0 | 1-1 | 2-0 | 1-1 | 1-2 |     |     | 0-2 | 3-1 |     |     |     |     | 1-1 |     | 1-0 | 0-3 |     |     | 0-0 |
| Goiás          |       | 1-2   |       |     | 0-0 |     | 0-2 | 1-0 | 3-2 |     | 1-4 | 2-2 |     | 6-0 | 2-1 |     |     |     | 1-0 |     | 1-2 |     |     |     |     | 1-2 |
| Grêmio         |       |       | 3-1   | 2-2 | 1-1 |     | 2-0 |     | 1-0 | 0-0 |     |     |     |     | 1-4 | 2-5 |     |     | 1-1 |     | 0-0 |     | 2-1 | 1-1 | 3-1 |     |
| Guarani        | 1-2   | 1-3   | 3-1   |     |     | 2-1 | 2-2 |     |     |     | 1-1 |     |     |     |     | 1-1 | 0-0 |     | 1-2 |     | 0-0 |     | 1-1 |     | 3-2 | 3-3 |
| Internacional  | 1-0   | 1-1   |       |     |     | 7-0 |     | 2-0 |     |     | 4-0 | 4-1 | 3-1 |     |     |     | 0-1 | 2-1 |     | 2-1 |     | 2-0 |     |     |     | 3-1 |
| Juventude      | 3-1   |       |       |     |     | 2-1 |     | 1-0 |     | 0-0 | 0-1 | 1-1 | 0-0 | 0-1 |     |     |     | 2-1 |     | 0-0 |     | 1-1 |     |     |     | 1-0 |
| Palmeiras      | 4-0   |       | 3-1   | 1-1 | 3-1 |     |     |     | 0-1 | 4-0 |     | 4-1 | 3-3 | 5-1 | 1-1 |     |     |     |     | 0-0 |     | 5-0 |     |     |     |     |
| Paraná         | 0-0   | 1-0   |       |     |     | 4-0 |     | 1-1 |     |     | 1-2 | 0-0 |     |     |     | 0-0 | 1-2 | 1-1 |     | 0-1 |     | 2-0 | 2-1 |     |     | 1-2 |
| Portuguesa     | 3-0   |       |       | 3-2 |     |     | 2-1 | 1-0 | 2-2 | 3-2 | 3-0 |     | 1-2 | 3-0 | 5-0 |     |     |     |     |     | 2-1 | 1-1 |     |     | 1-2 |     |
| San Paolo      |       | 0-2   |       |     | 2-2 | 1-1 |     | 0-0 |     |     |     | 2-1 |     |     |     | 1-1 | 0-0 | 0-2 | 4-4 |     |     |     | 4-2 | 7-1 |     | 3-1 |
| Santos         | 2-0   |       |       | 3-1 | 1-2 |     | 1-0 | 2-1 | 2-0 | 2-2 |     |     | 3-0 | 3-0 | 3-2 |     |     |     |     |     | 2-1 |     |     | 3-1 | 3-1 |     |
| Sport          | 1-1   |       | 3-1   | 2-0 |     | 2-1 |     |     |     | 4-1 | 1-0 |     | 1-0 |     |     | 2-0 | 1-2 | 1-1 |     | 1-2 |     | 1-1 |     |     | 2-3 |     |
| União São João |       |       |       |     |     |     |     | 0-1 |     |     |     | 1-1 | 0-2 |     | 0-1 | 2-2 | 1-0 | 0-0 | 0-2 | 0-1 |     |     | 1-1 |     |     | 2-2 |
| Vasco da Gama  |       | 2-0   | 2-1   | 3-1 | 1-0 | 3-0 |     |     |     |     |     | 3-1 | 2-0 |     |     | 2-1 | 3-3 | 2-1 | 4-1 |     | 2-1 |     |     | 6-0 |     |     |
| Vitória        | 1-1   |       | 3-1   |     | 3-2 | 2-0 |     |     | 1-0 | 1-1 |     |     |     | 1-1 |     |     |     | 1-2 |     | 4-4 |     | 2-0 | 3-1 |     | 4-2 |     |

### Classifica
| Pos. | Squadra          | Pt | G  | V  | N  | P  | GF | GS | DR  |
| ---- | ---------------- | -- | -- | -- | -- | -- | -- | -- | --- |
| 1    | Vasco da Gama    | 54 | 25 | 17 | 3  | 5  | 55 | 32 | +23 |
| 2    | Internacional    | 51 | 25 | 15 | 6  | 4  | 52 | 21 | +31 |
| 3    | Atlético Mineiro | 47 | 25 | 14 | 5  | 6  | 42 | 33 | +9  |
| 4    | Portuguesa       | 45 | 25 | 12 | 9  | 4  | 45 | 28 | +17 |
| 5    | Flamengo         | 42 | 25 | 12 | 6  | 7  | 30 | 24 | +6  |
| 6    | Santos           | 41 | 25 | 12 | 5  | 8  | 39 | 33 | +6  |
| 7    | Palmeiras        | 40 | 25 | 10 | 10 | 5  | 47 | 24 | +23 |
| 8    | Juventude        | 37 | 25 | 9  | 10 | 6  | 24 | 20 | +4  |
| 9    | Vitória          | 36 | 25 | 9  | 9  | 7  | 44 | 40 | +4  |
| 10   | Botafogo         | 34 | 25 | 8  | 10 | 7  | 32 | 32 | 0   |
| 11   | Sport Recife     | 33 | 25 | 9  | 6  | 10 | 34 | 32 | +2  |
| 12   | San Paolo        | 33 | 25 | 8  | 9  | 8  | 41 | 32 | +9  |
| 13   | Paraná           | 32 | 25 | 8  | 8  | 9  | 30 | 30 | 0   |
| 14   | Grêmio           | 31 | 25 | 7  | 10 | 8  | 34 | 47 | -13 |
| 15   | Coritiba         | 30 | 25 | 7  | 9  | 9  | 31 | 32 | -1  |
| 16   | América-RN       | 30 | 25 | 7  | 9  | 9  | 31 | 40 | -9  |
| 17   | Corinthians      | 29 | 25 | 8  | 5  | 12 | 23 | 27 | -4  |
| 18   | Athl. Paranaense | 28 | 25 | 9  | 6  | 10 | 37 | 41 | -4  |
| 19   | Goiás            | 28 | 25 | 8  | 4  | 13 | 30 | 40 | -10 |
| 20   | Cruzeiro         | 28 | 25 | 6  | 10 | 9  | 30 | 35 | -5  |
| 21   | Guarani          | 28 | 25 | 6  | 10 | 9  | 36 | 43 | -7  |
| 22   | Bragantino       | 26 | 25 | 7  | 5  | 13 | 27 | 46 | -19 |
| 23   | Bahia            | 26 | 25 | 6  | 8  | 11 | 39 | 49 | -10 |
| 24   | Criciúma         | 25 | 25 | 6  | 7  | 12 | 27 | 35 | -8  |
| 25   | Fluminense       | 22 | 25 | 4  | 10 | 11 | 26 | 41 | -15 |
| 26   | União São João   | 15 | 25 | 2  | 9  | 14 | 18 | 47 | -29 |

### Verdetti
- Vasco da Gama, Internacional, Atlético Mineiro, Portuguesa, Flamengo, Santos, Palmeiras e Juventude qualificati per il secondo turno.
- Bahia, Criciúma, Fluminense e União São João retrocessi in Série B.

## Secondo turno

### Gruppo A

#### Risultati
| 1ª giornata       | 1ª giornata       | 1ª giornata | 1ª giornata     | 1ª giornata     |
| 15 e 16 nov. 1997 | 15 e 16 nov. 1997 |             | 7 e 6 dic. 1997 | 7 e 6 dic. 1997 |
| ----------------- | ----------------- | ----------- | --------------- | --------------- |
| 0-3               | Juventude         | -           | Vasco da Gama   | 1-1             |
| 1-0               | Flamengo          | -           | Portuguesa      | 0-0             |

| 2ª giornata  | 2ª giornata   | 2ª giornata | 2ª giornata | 2ª giornata |
| 23 nov. 1997 | 23 nov. 1997  |             | 3 dic. 1997 | 3 dic. 1997 |
| ------------ | ------------- | ----------- | ----------- | ----------- |
| 2-0          | Portuguesa    | -           | Juventude   | 1-2         |
| 1-1          | Vasco da Gama | -           | Flamengo    | 4-1         |

| 3ª giornata  | 3ª giornata   | 3ª giornata       | 3ª giornata       | 3ª giornata       |
| 26 nov. 1997 | 26 nov. 1997  | 29 e 30 nov. 1997 | 29 e 30 nov. 1997 | 29 e 30 nov. 1997 |
| ------------ | ------------- | ----------------- | ----------------- | ----------------- |
| 2-1          | Vasco da Gama | -                 | Portuguesa        | 3-1               |
| 3-2          | Juventude     | -                 | Flamengo          | 0-2               |

#### Classifica
| Pos. | Squadra       | Pt | G | V | N | P | GF | GS | DR |
| ---- | ------------- | -- | - | - | - | - | -- | -- | -- |
| 1    | Vasco da Gama | 14 | 6 | 4 | 2 | 0 | 14 | 5  | +9 |
| 2    | Flamengo      | 8  | 6 | 2 | 2 | 2 | 7  | 8  | -1 |
| 3    | Juventude     | 7  | 6 | 2 | 1 | 3 | 6  | 11 | -5 |
| 4    | Portuguesa    | 4  | 6 | 1 | 1 | 4 | 5  | 8  | -3 |

#### Verdetti
- Vasco da Gama qualificato per la finale.

### Gruppo B
| 1ª giornata  | 1ª giornata  | 1ª giornata | 1ª giornata   | 1ª giornata |
| 16 nov. 1997 | 16 nov. 1997 |             | 6 dic. 1997   | 6 dic. 1997 |
| ------------ | ------------ | ----------- | ------------- | ----------- |
| 2-0          | Atlético-MG  | -           | Santos        | 0-1         |
| 1-0          | Palmeiras    | -           | Internacional | 1-0         |

| 2ª giornata  | 2ª giornata   | 2ª giornata | 2ª giornata | 2ª giornata |
| 23 nov. 1997 | 23 nov. 1997  |             | 3 dic. 1997 | 3 dic. 1997 |
| ------------ | ------------- | ----------- | ----------- | ----------- |
| 2-0          | Internacional | -           | Atlético-MG | 2-3         |
| 3-3          | Santos        | -           | Palmeiras   | 0-1         |

| 3ª giornata  | 3ª giornata  | 3ª giornata | 3ª giornata   | 3ª giornata  |
| 26 nov. 1997 | 26 nov. 1997 |             | 30 nov. 1997  | 30 nov. 1997 |
| ------------ | ------------ | ----------- | ------------- | ------------ |
| 0-1          | Atlético-MG  | -           | Palmeiras     | 1-3          |
| 4-0          | Santos       | -           | Internacional | 1-4          |

#### Classifica
| Pos. | Squadra          | Pt | G | V | N | P | GF | GS | DR |
| ---- | ---------------- | -- | - | - | - | - | -- | -- | -- |
| 1    | Palmeiras        | 16 | 6 | 5 | 1 | 0 | 10 | 4  | +6 |
| 2    | Santos           | 7  | 6 | 2 | 1 | 3 | 9  | 10 | -1 |
| 3    | Internacional    | 6  | 6 | 2 | 0 | 4 | 8  | 10 | -2 |
| 4    | Atlético Mineiro | 6  | 6 | 2 | 0 | 4 | 6  | 9  | -3 |

#### Verdetti
- Palmeiras qualificato per la finale.

## Finale

### Andata
| Arbitro: | Pereira da Silva |

| |            | |
| · Velloso P · Pimentel D · Roque Júnior D · Cléber D · Júnior D · Rogério C · Marquinhos C · Alex C · Oséas A · Zinho C · Euller A · Edmílson A · Viola A | Formazioni | · P Carlos Germano · D Válber · D Odvan · D Mauro Galvão · D Felipe · C Luisinho · C Nasa · C Juninho · A Mauricinho · C Ramon · D Alex Pinho · A Edmundo 82’ · A Evair · A Nélson |
| Scolari | Allenatori | Antônio Lopes |

### Ritorno
| Arbitro: | Marinho dos Santos |

| |            | |
| · Carlos Germano P · Válber D · Odvan D · Mauro Galvão D · Felipe D · Luisinho C · Nasa C · Juninho C · Pedrinho C · Ramon C · Edmundo A · Evair A · Nélson A | Formazioni | · P Velloso · D Pimentel · D Roque Júnior · D Cléber · D Júnior · C Galeano · C Marquinhos · C Rogério · C Alex · A Oséas · C Zinho · A Euller · A Viola · A Cris |
| Antônio Lopes | Allenatori | Scolari |

### Verdetti
- Vasco da Gama campione del Brasile 1997[2] e qualificato per la Coppa Libertadores 1998.

## Classifica marcatori
| Pos. | Giocatore     | Squadra          | Gol |
| ---- | ------------- | ---------------- | --- |
| 1    | Edmundo       | Vasco da Gama    | 29  |
| 2    | Christian     | Internacional    | 23  |
| 3    | Dodô          | San Paolo        | 21  |
| 4    | Rodrigo Fabri | Portuguesa       | 16  |
| 4    | Valdir Bigode | Atlético Mineiro | 16  |
| 6    | Guga          | Bahia            | 13  |
| 7    | Oséas         | Palmeiras        | 11  |
| 8    | Cléber        | Coritiba         | 10  |
| 8    | Dinei         | Guarani          | 10  |
| 8    | Marcelo Ramos | Cruzeiro         | 10  |
| 8    | Müller        | Santos           | 10  |